# Anaolso
Anaolso (en latín: Anaolsus †430) fue un optimate visigodo, que participó en una campaña militar en el 430, durante el reinado de Teodorico I, con la intención de tomar Arlés.
La única constancia en las fuentes que tenemos de la existencia de Anaolso es el Chronicon de Hidacio:

92: Per Aetium comitem, haud procul de
Arelate, quaedam Gothorum manus extinguitur,
Anaolso optimate eorum capto.
Hidacio, Chronicon

92: El comitem [conde] Aecio extermina, no lejos de
Arelate [Arlés], a un grupo armado de Godos y
captura a Anaolso, su guía.
Hidacio, Chronicon

Esta campaña militar, pone de manifiesto la libertad de acción de la nobleza visigoda de forma independiente a la nobleza, aun después del foedus con Roma del 418. De hecho, entre este año y el 439 se han constatado varias acciones militares de comitatus independientes del poder real. Estos comitates pudieron ser enrolados como auxiliares en los ejércitos romanos en la Aquitania, negociando directamente con Roma.